# Liste der portugiesischen Botschafter in Brasilien
Die Liste der portugiesischen Botschafter in Brasilien listet die Botschafter Portugals in Brasilien auf. Die beiden Länder unterhalten seit 1825 diplomatische Beziehungen.
Seit seiner Entdeckung im April 1500 durch den portugiesischen Seefahrer Pedro Álvares Cabral bis zu seiner Unabhängigkeitserklärung 1822 war Brasilien eine Portugiesische Kolonie. Erst 1825 erfolgte die offizielle Anerkennung durch das Vereinigte Königreich von Portugal, Brasilien und den Algarven, das danach wieder seine alte Bezeichnung Königreich Portugal annahm.
Die portugiesische Botschaft befand sich in Rio de Janeiro, das von 1808 bis 1821 Hauptstadt Portugals war und danach Hauptstadt des unabhängigen Kaiserreichs Brasilien. Auch nach dem brasilianischen Übergang zur Republik 1889 blieb Rio de Janeiro Hauptstadt und Sitz der portugiesischen Botschaft.
Nach der Einweihung der neuen Hauptstadt Brasília ab 1960 bezog die Botschaft Portugals 1972 dort ihr neues Quartier im Botschaftsviertel, im Setor Embaixadas Sul an der Avenida das Nações (Quadra 801, Lote 2).
Daneben sind zehn Generalkonsulate im Land verteilt eingerichtet, denen 23 Honorarkonsulate angegliedert sind (siehe auch Brasilianisch-portugiesische diplomatische Vertretungen).

## Missionschefs
| Name                                                        | Bild     | Amtszeit                              | Anmerkungen |
| Portugal                                                    | Portugal | Portugal                              | Portugal |
| ----------------------------------------------------------- | -------- | ------------------------------------- | --- |
| Carlos Matias Pereira                                       |          | 14. April 1826 –5. Juli 1827          | Geschäftsträger; bereits seit dem 8. Januar 1826 Leiter der Botschaft                                                           |
| João Baptista Moreira                                       |          | 6. Juli 1827 –1830?                   | Übergangs-Geschäftsträger, bereits seit dem 5. Juli 1827 Leiter der Botschaft                                                   |
| Conde de Sabugal                                            |          | 25. Juni 1830 –17. März 1831          | Sondergesandter und Ministro plenipotenciário                                                                                   |
| João Baptista Moreira                                       |          | 12. April 1831 –14. Juli 1833         | Übergangs-Geschäftsträger und Generalkonsul                                                                                     |
| Joaquim Barroso Pereira                                     |          | 7. Januar 1834–?                      | Übergangs-Geschäftsträger und Generalkonsul                                                                                     |
| Joaquim António de Magalhães                                |          | 1836                                  | Status unklar (Ministro Residente?)                                                                                             |
| João Baptista Moreira                                       |          | 24. Dezember 1837 –1. Mai 1839        | leitete bereits ab 25. Dezember 1836 die Botschaft                                                                              |
| Joaquim C. de Figaniére e Morão                             |          | 2. Mai 1839 –30. Juli 1840            | bereits seit dem 27. April 1839 Leiter der Botschaft                                                                            |
| José de Vasconcellos e Sousa                                |          | 19. Juni 1843 –15. Juli 1854          | Übergangs-Geschäftsträger; am 26. Februar 1846 und am 21. Juli 1847 Neu-Akkreditierungen, zuletzt als Ministro plenipotenciário |
| João Gomes de Oliveira                                      |          | 16. Juli 1854 –12. April 1856         | Übergangs-Geschäftsträger |
| Joaquim António Gonçalves Macieira                          |          | 9. April 1856 –9. Juli 1857           | Übergangs-Geschäftsträger; bereits seit dem 7. April 1856 Leiter der Botschaft                                                  |
| José de Vasconcellos e Sousa                                |          | 18. Juli 1857 –29. Mai 1859           | bereits seit dem 9. Juli 1857 Leiter der Botschaft                                                                              |
| Joaquim António Gonçalves Macieira                          |          | 29. Mai 1859 –5. September 1859       | Übergangs-Geschäftsträger |
| António Bernardo da Costa Cabral (Marquês de Tomar)         |          | 6. September 1859 –5. November 1860   | bereits seit dem 5. September 1859 Leiter der Botschafter                                                                       |
| Joaquim António Gonçalves Macieira                          |          | 5. November 1860 –9. Juli 1862        | Übergangs-Geschäftsträger |
| José de Vasconcellos e Sousa                                |          | 12. Juli 1862 –1. Januar 1869         | bereits seit dem 9. Juli 1862 Leiter der Botschaft                                                                              |
| Daniel da Silva Ribeiro                                     |          | 1. Januar 1869 –5. März 1869          | Übergangs-Geschäftsträger |
| Fausto de Queiro Guedes                                     |          | 5. März 1869 –18. Oktober 1869        | Übergangs-Geschäftsträger |
| Mathias de Carvalho e Vasconcello                           |          | 23. Oktober 1869 –15. Februar 1877    | bereits seit dem 18. Oktober 1869 Leiter der Botschaft                                                                          |
| Manuel Garcia da Rosa                                       |          | 15. Februar 1877 –1. September 1877   | Übergangs-Geschäftsträger |
| Visconde de Borges e Castro                                 |          | 4. September 1877 –7. Dezember 1879   | bereits seit dem 1. September 1877 Leiter der Botschafter                                                                       |
| Manuel Garcia da Rosa                                       |          | 7. Dezember 1879 –23. November 1882   | Übergangs-Geschäftsträger |
| António Maria Tovar de Lemos                                |          | 25. November 1882 –8. Juli 1887       | bereits seit dem 23. November 1882 Leiter der Botschaft                                                                         |
| Duarte Gustavo Nogueira Soares                              |          | 8. Juli 1886 –17. November 1887       | |
| Manuel Garcia da Rosa                                       |          | 17. November 1887 –3. Juni 1891       | Übergangs-Geschäftsträger |
| Conde de Paço de Arcos                                      |          | 20. Juni 1891 –21. November 1893      | bereits seit dem 5. Juni 1891 Leiter der Botschaft                                                                              |
| Manuel Garcia da Rosa                                       |          | 21. November 1893 –22. Februar 1894   | Übergangs-Geschäftsträger |
| Miguel Aleixo António do Carmo de Noronha (Conde de Paraty) |          | 22. Februar 1894 –6. Juni 1894        | Übergangs-Geschäftsträger |
| Thomás António Ribeiro Ferreira                             |          | 30. Mai 1895 –10. Januar 1896         | bereits seit dem 19. Mai 1895 Leiter der Botschaft                                                                              |
| António Duarte de Oliveira Soares                           |          | 10. Januar 1896 –21. Januar 1896      | Übergangs-Geschäftsträger |
| João de Oliveira Sá Camello Lampreia                        |          | 21. Januar 1896 –30. November 1896    | Übergangs-Geschäftsträger |
| António José Ennes                                          |          | 23. Dezember 1896 –20. Oktober 1897   | bereits seit dem 30. November 1896 Leiter der Botschaft                                                                         |
| Thomás Ribeiro de Mello                                     |          | 20. Oktober 1897 –8. November 1897    | Übergangs-Geschäftsträger |
| João de Oliveira Sá Camello Lampreia                        |          | 8. November 1897 –4. Juni 1900        | Übergangs-Geschäftsträger |
| Luiz de Arenas de Lima                                      |          | 4. Juni 1900 –17. Oktober 1900        | Übergangs-Geschäftsträger |
| João de Oliveira Sá Camello Lampreia                        |          | 17. Oktober 1900 –9. Oktober 1907     | |
| Carlos de Castro Faria                                      |          | 10. Oktober 1907 –1. Juni 1908        | Übergangs-Geschäftsträger |
| Conde de Selir                                              |          | 8. Juli 1908 –27. Oktober 1910        | bereits seit dem 1. Juni 1908 Leiter der Botschaft                                                                              |
| Portugal                                                    |          |                                       | |
| Bernardino Luís Machado Guimarães                           |          | 23. Juli 1912 –31. Dezember 1913      | erster Botschafter der Republik Portugal in Brasilien; bereits seit dem 11. Juli 1912 Leiter der Botschaft                      |
| Amadeu Ferreira de Almeida Carvalho                         |          | 14. Januar 1914 –7. Dezember 1914     | Übergangs-Geschäftsträger |
| Duarte Leite Pereira da Silva                               |          | 21. Dezember 1914 –1. Mai 1931        | bereits seit dem 7. Dezember 1914 Leiter der Botschaft                                                                          |
| Valentim Augusto da Silva                                   |          | 1. Mai 1931 –1. Juni 1932             | Übergangs-Geschäftsträger |
| Martinho Nobre de Melo                                      |          | 7. Juni 1932 –18. September 1945      | bereits seit dem 1. Juni 1932 Leiter der Botschaft                                                                              |
| Carlos Pedro Pinto Ferreira                                 |          | 18. September 1945 –1. Juni 1946      | Geschäftsträger |
| Pedro Teotónio Pereira                                      |          | 8. Januar 1946 –28. Juli 1947         | bereits seit dem 6. Januar 1946 Leiter der Botschaft                                                                            |
| Luis de Castro e Almeida Mendes Norton de Matos             |          | 28. Juni 1946 –10. Mai 1948           | Geschäftsträger |
| João António de Bianchi                                     |          | 10. Mai 1948 –19. Dezember 1949       | |
| António Leite Cruz                                          |          | 20. Dezember 1949 –12. September 1950 | Übergangs-Geschäftsträger |
| António Augusto Braga Leite de Faria                        |          | 12. September 1950 –12. Januar 1958   | |
| Armando Ramos de Paula Coelho                               |          | 13. Januar 1958 –16. Mai 1958         | Übergangs-Geschäftsträger |
| Manuel Farrajota Ferreira                                   |          | 17. Mai 1958 –11. August 1961         | |
| João de Deus Battaglia Ramos                                |          | 14. September 1961 –17. November 1966 | bereits seit dem 28. August 1961 Leiter der Botschaft                                                                           |
| Adriano António de Carvalho                                 |          | 18. November 1966 –12. Februar 1967   | Geschäftsträger |
| José Manuel de Magalhães Pessoa e Fragoso                   |          | 17. Februar 1967 –20. September 1972  | bereits seit dem 12. Februar 1967 Leiter der Botschaft                                                                          |
| Manuel Joaquim Lopes de Sá Machado                          |          | 20. September 1972 –2. Dezember 1972  | Geschäftsträger; erster Amtsträger in der neuen Botschaft in Brasília                                                           |
| José Hermano Saraiva                                        |          | 7. Dezember 1972 –19. Mai 1974        | bereits seit dem 4. Dezember 1972 Leiter der Botschaft                                                                          |
| António Manuel da Veiga e Meneses Cordeiro                  |          | 19. Mai 1974 –1. August 1974          | Geschäftsträger |
| Vasco Luís Caldeira Futcher Pereira                         |          | 8. August 1974 –27. Mai 1977          | bereits seit dem 1. August 1974 Leiter der Botschaft                                                                            |
| Nuno Maria da Cunha e Távora Silveira e Lorena              |          | 27. Mai 1977 –5. Juli 1977            | Geschäftsträger |
| José Eduardo Meneses Rosa                                   |          | 14. Juli 1977 –23. Juni 1981          | bereits seit dem 5. Juli 1977 Leiter der Botschaft                                                                              |
| Carlos Miguel Lencastre Teixeira da Mota                    |          | 24. Juni 1981 –12. August 1981        | Geschäftsträger |
| Adriano António de Carvalho                                 |          | 1. September 1981 –7. Juli 1989       | bereits seit dem 12. August 1981 Leiter der Botschaft                                                                           |
| Leonardo Charles de Zaffiri Duarte Mathias                  |          | 26. Juli 1989 –12. Oktober 1993       | bereits seit dem 17. Juli 1989 Leiter der Botschaft                                                                             |
| Pedro José Ribeiro de Meneses                               |          | 4. Oktober 1993 –13. November 1997    | bereits seit dem 1. Oktober 1993 Leiter der Botschaft                                                                           |
| Francisco José Colaço Treichler Knopfli                     |          | 27. November 1997 –3. Juli 2001       | bereits seit dem 22. November 1997 Leiter der Botschaft                                                                         |
| António Manuel Canastreiro Franco                           |          | 13. Juli 2001 –17. Dezember 2004      | |
| Francisco Manuel Seixas da Costa                            |          | 14. Januar 2005 –31. Dezember 2008    | |
| João Manuel Guerra Salgueiro                                |          | 9. Januar 2009 –20. Juli 2011         | |
| João Manuel Guerra Salgueiro                                |          | 21. November 2011 –31. August 2011    | Botschafter und Sondermission in öffentlichem Auftrag                                                                           |
| José Rui Velez Caroço                                       |          | 1. September 2011 –2. März 2012       | Übergangs-Geschäftsträger |
| Francisco Maria Ribeiro Telles                              |          | 2012– 10. August 2016                 | Botschafter, am 20. September 2012 in Brasília akkreditiert                                                                     |
| Jorge Dias Cabral                                           |          | 9. August 2016–                       | Botschafter, am 27. Oktober 2016 in Brasília akkreditiert                                                                       |
| Luís Filipe Melo e Faro Ramos                               |          | seit 30. Oktober 2020                 | |